# Wang Xiaobo
Wang Xiaobo (kinesiska: 王小波; pinyin: Wáng Xiǎobō), född 13 maj 1952 i Peking, död 11 april 1997 i Peking, var en kinesisk författare och essäist.
Wang skrev ett flertal noveller, romaner och essäer. Hans skönlitterära texter reflekterar bland annat hans erfarenhet som utsänd till landsbygden under kulturrevolutionen. Hans intresse för teman som sexualitet och tabun har gett honom en kultstatus i Kina 
Ett antal av Wangs texter har översatts till engelska, franska och italienska. På svenska finns samlingen 3x Wang Xiaobo utgiven av förlaget Chin Lit.
Wang var gift med sociologen, sexologen och HBT-aktivisten Li Yinhe fram till sin död.

## Filmografi
- 1997 : Det förbjudna palatset av Zhang Yuan, baserad på novellen 《似水柔情》